# Het Kuipje
Het Kuipje, aussi écrit 't Kuipje, est un stade de football situé dans la commune de Westerlo, en Belgique. Construit en 1933, il héberge le club du KVC Westerlo, qui évolue en première division belge.
Le nom du stade est un hommage au stade du Feyenoord Rotterdam, De Kuip, le suffixe -je en néerlandais signifiant le petit. Le stade est découpé en quatre tribunes, et peut accueillir au total près de 8000 spectateurs.

## Histoire
Depuis la saison 2008-2009, le terrain est doté d'un système de chauffage de la pelouse, ce qui en fait le troisième stade en Belgique à disposer d'un tel système, après la Cristal Arena et le Stade de Sclessin. Autour du stade sont disposés quatre terrains annexes, utilisés pour les entraînements, et par les équipes de jeunes et réserves du club.